# 灵莱本 (瑟默达县)
灵莱本（德語：Ringleben，發音：[ˈʁɪŋˌleːbn̩]）是德国图林根州瑟默达县的市镇，面积6.56平方千米，人口为人。